# Grande Famine (Grèce)
La Grande Famine (grec moderne : Μεγάλος Λιμός / Megálos Limós) est une période de famine massive lors de l'occupation de la Grèce, au cours de la Seconde Guerre mondiale (1941-1944). La population souffrit beaucoup lorsque les puissances de l'Axe pillèrent à grande échelle les ressources du pays. Les réquisitions, le blocus allié de la Grèce, la ruine des infrastructures du pays et un marché noir très actif, provoquèrent la Grande Famine. Le taux de mortalité atteignit un pic au cours de l'hiver 1941-1942. La grande souffrance et les pressions de la diaspora grecque amenèrent les Britanniques à lever partiellement le blocus et, à partir de l'été 1942, la Croix-Rouge internationale put distribuer des denrées en quantité suffisante. Cependant, la situation resta sombre jusqu'à la fin de l'occupation.

## Contexte

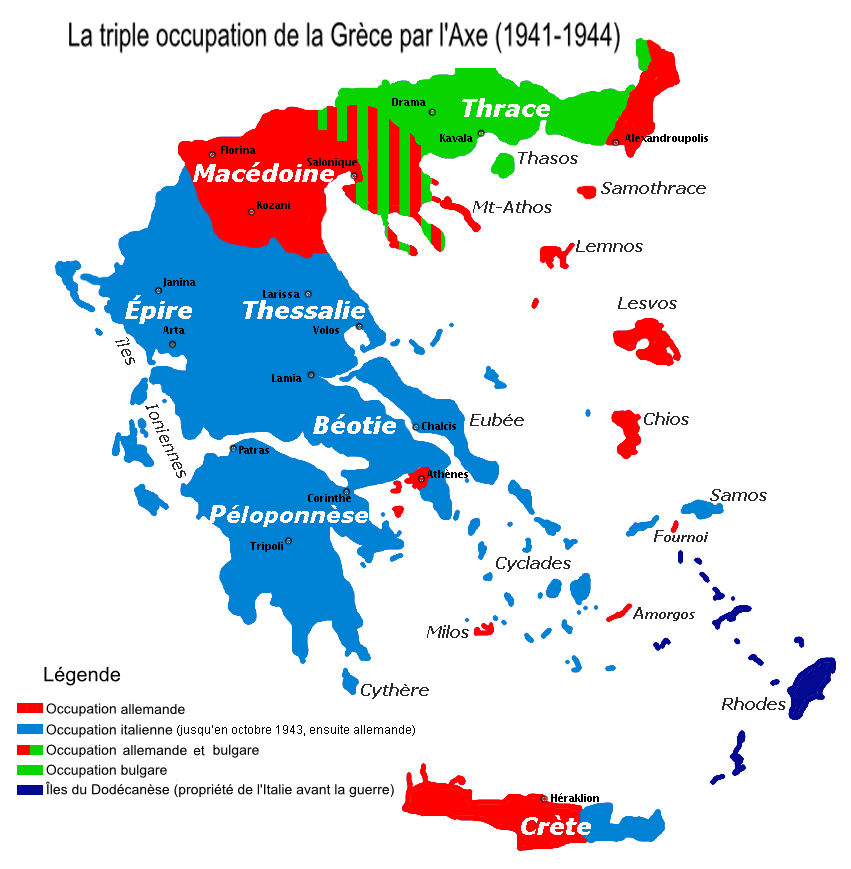
Les trois zones d’occupation. Le bleu indique que la zone italienne, la rouge la zone allemande et la verte la bulgare.

L’Italie fasciste envahit la Grèce depuis l'Albanie le 28 octobre 1940. Cependant, l'invasion se transforma rapidement en une défaite humiliante pour les Italiens et les forces grecques réussirent à pénétrer profondément dans le territoire albanais. Le 6 avril 1941, l'Allemagne attaqua la Grèce et les forces grecques succombèrent rapidement sous la puissance de feu de la Blitzkrieg. Immédiatement après leur victoire, les puissances d'occupation divisèrent le pays en trois zones entre lesquelles tout déplacement de biens et de personnes était strictement interdite. Les Allemands occupèrent une partie d’Athènes,  Thessalonique, quelques avant-postes stratégiques dans la mer Égée et l’île de Crète ; les Bulgares occupèrent les régions septentrionales, la Thrace et la Macédoine orientale ; tandis que les Italiens contrôlaient la majeure partie du pays et les îles Ioniennes.

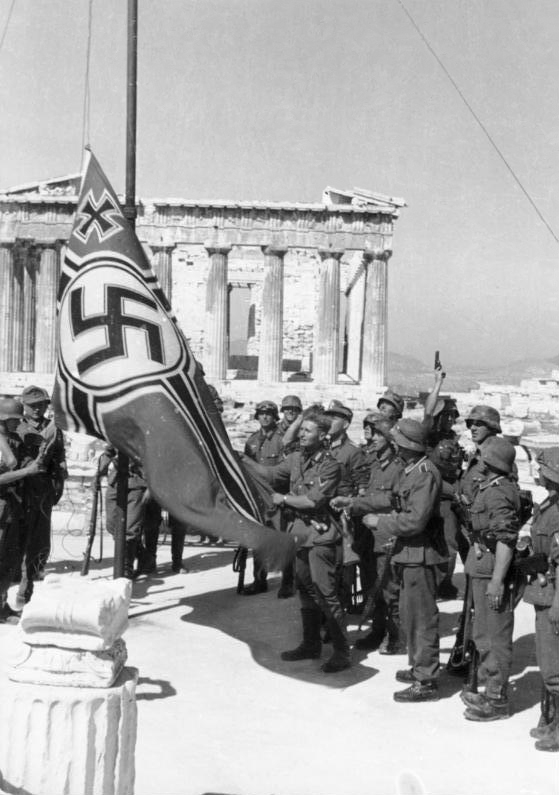
Soldats allemands levant le drapeau de guerre allemand devant l’Acropole d'Athènes. Photo de la propagande officielle.

En général, les puissances de l'Axe considéraient les nations conquises comme des sources de matières premières, de nourriture et de force de travail. Dès le début de l’occupation, les troupes allemandes et italiennes appliquèrent donc une politique de pillage à grande échelle. En outre, la torture, les exécutions et les massacres de civils dans toute la Grèce firent partie du quotidien pendant les années d’occupation.
L'attitude allemande envers les pays occupés fut résumé par Hermann Göring, dans une lettre aux commissaires du Reich et aux commandants militaires des territoires occupés le 6 août 1942 : « Cette préoccupation constante pour les étrangers doit prendre fin une fois pour toutes [...] Je m'en moque, quand vous dites que les gens sous votre administration meurent de faim. Qu'ils périssent, ainsi aucun Allemand ne sera affamé. »

## Les premiers mois de l'occupation

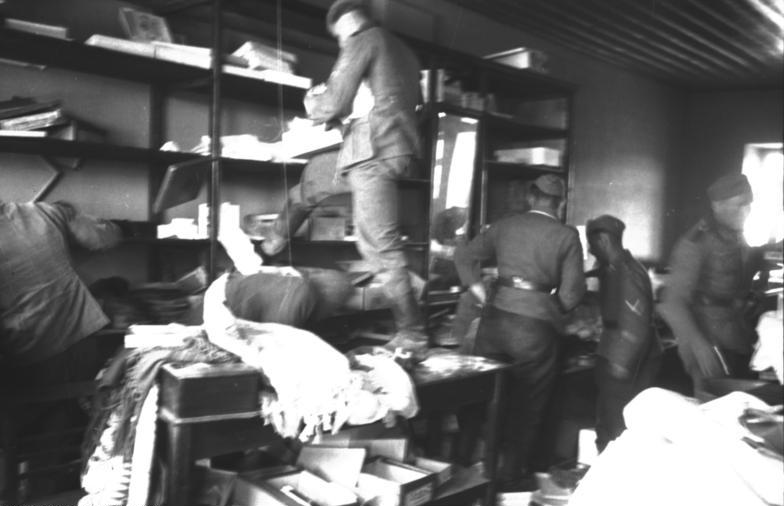
Des soldats allemands dans un magasin grec.

Dans les zones d’occupation, la confiscation du carburant et tous les moyens de transport, y compris les bateaux de pêche et les bêtes de somme, empêcha tout transfert de nourriture et d'autres fournitures et réduisit toute mobilité au minimum. Les occupants saisirent les industries stratégiques et se les appropriaient ou les achetaient à bas prix, en payant avec des Reichsmarks d'occupation. Ils transférèrent tous les stocks de produits comme le tabac, l'huile d’olive, le coton et le cuir vers leur pays d'origine.
Laid Archer, qui travaillait pour une agence d'aide américaine et était à Athènes quand les Allemands entrèrent dans la ville le 27 avril 1941, nota dans son journal :
« Les stocks de nourriture et les réserves de carburant ont été prises en premier [... Un membre du personnel] a trouvé l'ensemble du marché scellé sous la croix gammée. Les Allemands ont vidé tous les réservoirs publics [de combustible] [...] Un agriculteur de Marathon, qui venait annoncer que nos infirmières étaient en sécurité dans les collines, a déclaré que ses troupeaux de volailles, même les pigeons, avaient été mitraillés et la croix gammée plantée aux quatre coins du terrain. Il avait été averti de ne rien prendre dans les champs, sous peine de mort.
« Les envahisseurs ont pris la viande, les bovins et les ovins au nord de la ville depuis quelques jours et maintenant ont réservé les troupeaux de vaches laitières dans les environs d'Athènes pour leur propre usage [...] Mes amis du ministère de l'Agriculture estiment que l'offre nationale de 200 000 tonnes peut être réduite à un tiers par l’abattage.
« Les moyens de transport moderne ont été saisis en même temps que les vivres. La place Syntagma est déjà pleine de voitures saisies. Les bus aussi [...] sont saisis. Et surtout les camions [...] Les ordres, affichées et diffusés par la radio, exigent que tous les vélos soient livrés à un endroit donné, plus de cinq mille ont été saisis.
« Les commerces de gros et de détail sont systématiquement vidés. Cela se fait par la méthode polie d’« achat » avec Reichsmarks d'occupation fraîchement imprimés, n’ayant aucune valeur en dehors de la Grèce. Tôt ce matin, tous les soldats à Athènes ont reçu 100 de ces marks chacun [...] Ils ont été envoyés dans les magasins pour acheter quelque chose depuis les bas de femme au matériel électrique. Ils ont emmené leurs «achats» au bureau de poste ou au bureau des chemins de fer et les ont immédiatement expédiés chez eux au pays [...] j'ai vu une escouade de soldats, qui avait vidé une petite boutique de maroquinerie, portant leurs nouvelles valises dans un magasin de vêtements pour les remplir. Le magasin Kodak d’Eastmand a été vidé de ses caméras [...] Les principales industries grecques ont été saisies. Cela se fait par le même système poli d’« achats » de 60 pour cent des actions et en installant un directeur allemand.
« Les matières premières, le métal, le cuir, etc. sont confisquées. Des dizaines de petites usines furent retournées à leurs propriétaires, considérées par les Allemands ricanant comme n'ayant aucune importance, mais sans matières premières pour produire [...] Les charpentiers ne peuvent pas obtenir de clous pour terminer les constructions en cours de construction. Même le ciment [...] n’est plus disponible.
« Enfin, les fournitures hospitalières et des pharmacies sont saisies [...]
Le chômage atteignit des niveaux extrêmes, tandis que des prélèvements extraordinaires furent extorqués par le gouvernement collaborationniste grec pour soutenir les forces d’occupation,. La Grèce occupée ne fut pas seulement accablée par les coûts d'occupation des armées allemandes et italiennes, mais aussi avec les frais des projets militaires de l'Axe en Méditerranée orientale. Contrairement aux autres pays occupés, dont les coûts ont été limités aux coûts réels de défense d’avant l'invasion de l’Axe, les prélèvements en Grèce en 1941-1942 atteignirent 113,7 % du revenu national local
D'autre part, les forces alliées répondirent avec un blocus naval complet dans le but d'affaiblir l'Axe dans ses efforts militaires. Ce blocus stoppa toutes les importations vers la Grèce, y compris alimentaires.
Les agriculteurs de la Grèce devaient payer une taxe 10 % sur leurs productions et devaient vendre au gouvernement collaborationniste à un prix fixe toute production excédant leur niveau de subsistance. Les contrôles des prix alimentaires et le rationnement, qui étaient en place avant la défaite grecque, furent resserrés. Avec les prix gouvernementaux bas et les nouvelles taxes, les agriculteurs se donnèrent beaucoup de peine pour cacher leurs produits aux fonctionnaires et les commerçants retirèrent leurs marchandises sur les étagères. À ces facteurs s'ajouta la rupture des routes commerciales extérieures dont la Grèce dépendait traditionnellement pour ses importations de nourriture. Ainsi, la pénurie de vivres fit augmenter leur prix, tandis que la circulation du Reichsmark d'occupation allemand et de la drachme Casa Mediterranea italienne conduisit bientôt à une forte inflation. Dans ces circonstances, le marché noir et la distribution contrôlée devinrent les seuls moyens d’approvisionnement alimentaire dans les zones urbaines en Grèce La pêche fut également interdite, au moins pendant la première période de l'occupation. En outre, les Bulgares interdirent tout transport de céréales hors de leur zone, qui représentait 30 % de la production d'avant-guerre grecque, vers le reste du pays.
À la mi-septembre 1941, lorsque la famine était imminente, Berlin répondit aux demandes des fonctionnaires allemands en Grèce : « L’approvisionnement de la Belgique et probablement de la Hollande et de la Norvège, sera plus urgent du point de vue de l'économie militaire que d’approvisionner la Grèce. »
Dans ces conditions, et contrairement à l'exploitation rationnelle des ressources nationales appliquées dans les pays occupés en Europe de l'Ouest et du Nord, les Allemands mirent en place en Grèce une politique de pillage. Bien que le gouvernement collaborationniste de Georgios Tsolakoglou demanda à l'Axe d'importer des céréales avant l'hiver, cela n'eut que peu d’impact : l'Allemagne et l'Italie envoyèrent qu’une très faible quantité de céréales, la Bulgarie n’envoya rien du tout. Les quelques efforts coordonnés de l'Église orthodoxe et de la Croix-Rouge furent incapables de répondre aux besoins de la population.
Les facteurs déterminants de la crise alimentaire étaient la faible disponibilité alimentaire et la réduction des communications, en partie en raison de la grave pénurie de moyens de transport, mais surtout parce qu'elle fut imposée à la fois aux biens et aux personnes. D'autres facteurs étaient la tentative du gouvernement local et des forces d'occupation de réguler le marché et les prix.

## Hiver 1941-1942

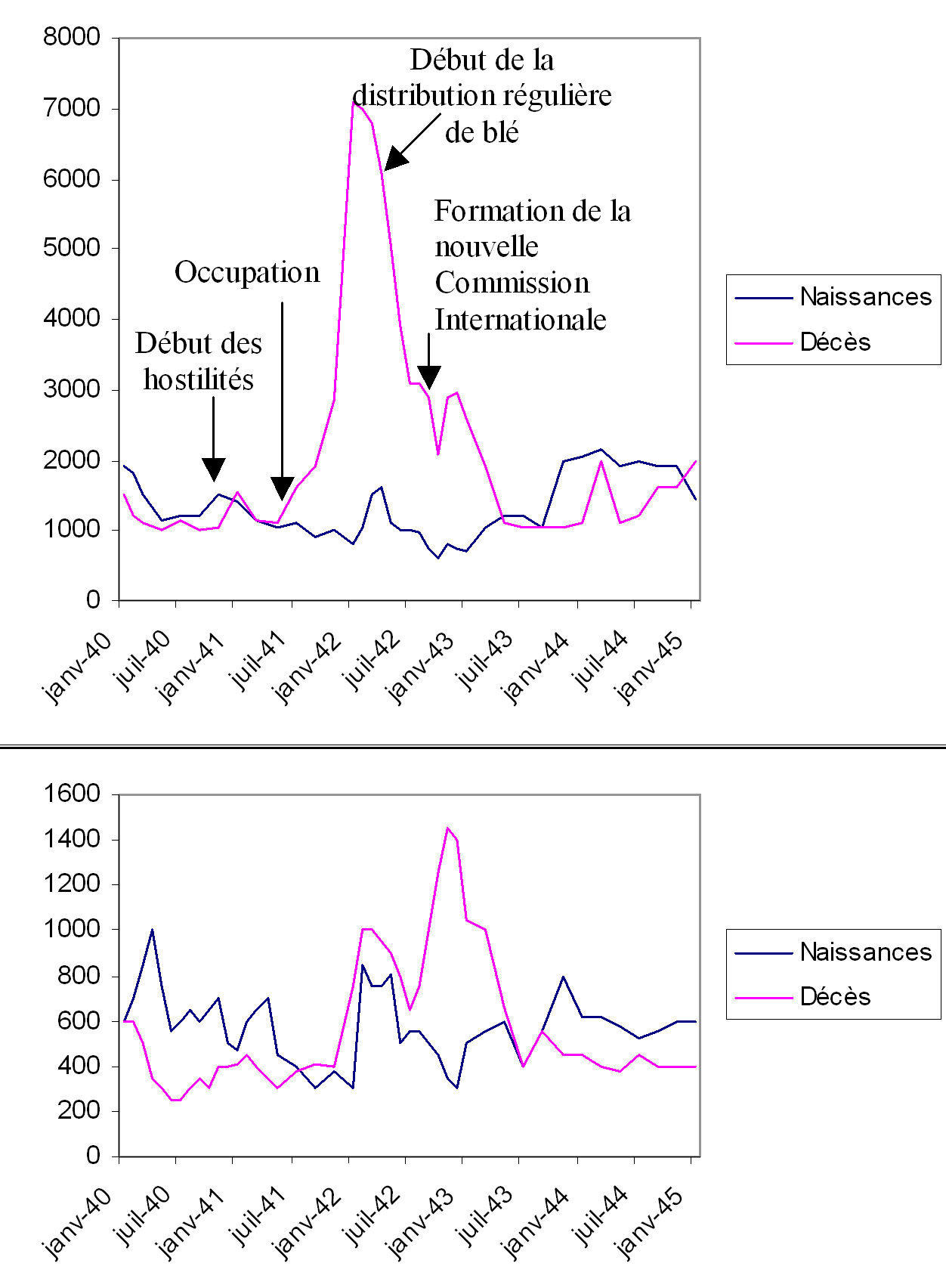
Taux de natalité pour la conurbation d'Athènes et du Pirée (en haut) et en Macédoine (en bas) entre 1940 et 1944.

La situation alimentaire était devenue critique à l'été 1941 et à l'automne déboucha sur une véritable famine. Durant le premier hiver de l'occupation (1941-1942) surtout, la pénurie était aiguë et la famine frappa en particulier les centres urbains du pays. La pénurie atteignit un point culminant et une famine était inévitable. Pendant cet hiver, le taux de mortalité atteignit un pic, tandis que selon l'historien britannique Mark Mazower, c'était la pire famine que les Grecs subissaient depuis les temps anciens. Les corps des personnes décédées étaient secrètement abandonnés dans les cimetières ou dans les rues. Dans d'autres cas, des cadavres étaient retrouvés des jours après que le décès eut lieu. La vue de cadavres décharnés était monnaie courante dans les rues d’Athènes,.
La situation à Athènes et dans la zone plus large englobant son port, le Pirée, était hors de contrôle, l’hyperinflation était en plein essor et le prix du pain avait été multiplié par 89 entre avril 1941 et juin 1942. Selon les dossiers de l'armée allemande, le taux de mortalité à Athènes atteignit les 300 décès par jour au mois de décembre 1941, alors que les estimations de la Croix-Rouge étaient beaucoup plus élevées, à 400 décès quotidiens avec des pics à 1 000,. À l’extérieur des zones urbaines, la population des îles fut également touchée par la famine, en particulier Myconos, Syros et Chios.
Il n'y a pas recensement exact du nombre de morts de la famine car les registres d'état civil ne furent pas tenus pendant l'occupation. En général, la Grèce aurait connu environ 300 000 morts pendant l'occupation de l'Axe en raison de la famine et de la malnutrition,. Cependant, toutes les régions de la Grèce ne connurent pas des niveaux égaux de pénurie alimentaire. Bien que des données complètes sur la gravité de la famine au niveau des régions n'existent pas, les données disponibles indiquent que les sévères restrictions de mouvement, l'éloignement de la production agricole et le niveau d'urbanisation sont des facteurs cruciaux de la mortalité due à la famine.

## La levée du blocus allié
Le premier navire transportant des vivres autorisé à rejoindre la Grèce fut le SS Kurtuluş en provenance de Turquie, en septembre 1941. Cette aide fut toutefois symbolique, un navire n'était pas en mesure d'atténuer une situation si extrême. Grâce aux efforts de la diaspora grecque aux États-Unis et en Grande-Bretagne, la situation de la population devint rapidement un sujet public dans les pays alliés. La pression croissante du public conduisit finalement à la levée du blocus naval en février 1942. Le plan fut mené sous les auspices de la Croix-Rouge internationale, tandis que la Suède offrait le transport de 15 000 tonnes de blé canadien. Les expéditions de blé arrivèrent rapidement et, avec la hausse des températures du printemps, aboutirent à la réduction du taux de mortalité. À la fin de 1942, avec l’approvisionnement régulier en quantités suffisantes vers les grands ports grecs, le taux de mortalité chuta. Cependant la situation alimentaire resta sombre jusqu'à la fin de l'occupation (1944).
L’aide internationale s'attarda en premier aux enfants. À Athènes, la Croix-Rouge commença à distribuer des rations quotidiennes de lait, à prodiguer des services médicaux et à donner des vêtements aux enfants de moins de deux ans. Au mois de mars, les forces d'occupation et alliés convinrent de la création de la Commission mixte de secours dirigée par les Suédois pour réorganiser le système public d'approvisionnement alimentaire.
D'autre part, les occupants s’engagèrent à remplacer tous les produits agricoles réquisitionnés par des importations alimentaires ayant une énergie calorifique égale et à assouplir les restrictions de mobilité les plus sévères et la réglementation des prix.

## Plan de sauvetage des nazis et la résistance

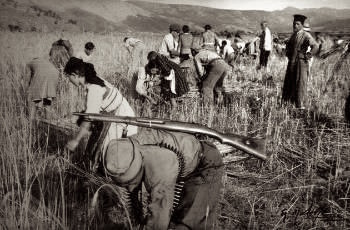
Partisans et paysans grecs pendant la « bataille de la moisson » en 1943-1944, cherchant à soustraire la récolte aux réquisitions de l'occupant.

Comme l'effondrement du système monétaire grec était imminent, les Allemands s’alarmèrent que cette possibilité rendrait inutile le flux de drachmes donné à leurs troupes. Pour faire face à cette situation, Hermann Neubacher fut nommé commissaire spécial du Reich en Grèce. L'objectif de Neubacher était de soutenir les opérations de l'Axe en Grèce sans détruire l'économie grecque. Son action fut facilitée par les dons fournis par la Croix-Rouge internationale.
À partir de 1943, de vastes zones de la campagne connurent des opérations de représailles (incendie de villages et exécutions massives par les Allemands), comme en Épire et en Thessalie. Les opérations militaires des Allemands contre les zones rurales, en raison de la progression des activités de guérilla, provoquèrent un exode vers les villes et les montagnes, vidant la campagne d’une partie de sa force de travail. La famine réapparut durant l'hiver 1943-1944 en Étolie et dans certaines îles. En outre, la population rurale ne reçut pas les fournitures de la Croix-Rouge, comme dans les villes, soit parce que les Allemands punissaient les villages soupçonnés de soutenir la guérilla, soit parce qu'ils craignaient que ces fournitures ne tombassent entre les mains de la résistance. D'autre part, la plus grande organisation de résistance grecque, le Front de libération nationale (EAM), prit l'initiative et distribua de la nourriture et des vêtements dans les régions qu'elle contrôlait à l'époque.

## Impact sur la littérature et la pensée
Dans la langue grecque de tous les jours, le mot « occupation » sous-entend la famine et la faim en raison de la dure réalité vécue par la population grecque au cours de ces années. Par ailleurs, différentes œuvres mentionnent la grave situation vécue par la population grecque pendant les années d’occupation. L'un d'eux est le roman Zorba le Grec, par Níkos Kazantzákis, qui reflète l’anarchie générale et la famine de l'époque
L'idée qu'un chancelier allemand puisse imposer des mesures d'austérité strictes à la population de la Grèce dans le cadre de la crise financière de la dette à laquelle le pays est confronté depuis 2011 en raison des abus de ses élites économiques, fut ressentie par un grand nombre de Grecs comme une nouvelle tentative d'affamer le pays. En effet, de nombreux citoyens grecs pensent que l'Allemagne doit encore à la Grèce des réparations pour les pillages et les crimes de guerre commis pendant la Seconde Guerre mondiale, et pour la Grande Famine,.